# Colurodontis paxmani
Colurodontis paxmani es una especie de peces de la familia Monacanthidae en el orden de los Tetraodontiformes.

## Morfología
Pueden llegar alcanzar los 12 cm de longitud total.
- Número de  vértebras: 19.[1]

## Hábitat
Es un pez de mar y de clima subtropical y demersal

## Distribución geográfica
Se encuentra en Australia.

## Observaciones
Es inofensivo para los humanos.